# Tự sự lịch sử
Tự sự lịch sử (tiếng Anh: historical narration). Phân biệt trần thuật nghệ thuật và trần thuật phi văn học là một vấn đề lớn trong lí luận văn học. Trần thuật phi văn học bao gồm nhiều thể loại, nhưng quan trọng nhất là tự sự lịch sử. Ngôn ngữ của tự sự lịch sử, về căn bản chẳng khác gì tự sự văn học.
Các hình thức trần thuật của văn học, nói chung cũng đều tìm thấy trong tự sự lịch sử. Do đó khó vạch được ranh giới của hai loại. Hơn nữa trong tự sự lịch sử cũng có hư cấu, cũng có cốt truyện. Do đó nhiều nhà sử học thừa nhận lịch sử không hẳn là khoa học mà là mang tính chất nghệ thuật. Vì vậy cách ngôn của nhiều nhà sử học nổi tiếng xưa nay cho rằng: “Phép tắc thứ nhất của sử học là không nói một điều gì không chân thực và không được né tránh bất cứ một việc gì” là hoàn toàn không thực hiện được trong thực tế.
Hê-ghen đã từng xác nhận mỗi liên hệ giữa “lịch sử” và “cố sự”, không có cố sự thì cũng không có lịch sử. Do đó sự khác biệt giữa tự sự lịch sử và tự sự văn học chỉ nằm ở mức độ hư cấu ít hay nhiều, sử dụng các biện pháp trần thuật nghệ thuật ít hay nhiều mà thôi. Điểm chủ yếu là người trần thuật và tác giả hàm ẩn trong tự sự lịch sử hoàn toàn trùng hợp khiến cho ý thức chủ thể tập trung vào một mình người trần thuật, tạo thành sự đơn nhất hóa của ý thức chủ thể.